# San Blas Kuna jezik
San Blas Kuna jezik (ISO 639-3: cuk), jezik San Blas Indijanaca s arhipelaga San Blas i susjednog kopna Paname, kojim govori oko 57 100 ljudi (2000). Oko 10 000 govori ga u gradu Panamá.
Ima nekoliko dijalekata: chuana, cueva, bayano (alto bayano, maje), koji nise imena po plemenima. Među san Blas Indijancima česta je pojava albinizma, po čemu su poznati u etnografskoj literaturi.
Zajedno s jezikom paya-pucuro čini kunansku skupinu čibčanskih jezika

## Vanjske poveznice
- Ethnologue (14th)
- Ethnologue (15th)